# Batalion „Roland”
Batalion „Roland” (niem. Battalion Ukrainische Gruppe Roland) – batalion Wehrmachtu złożony z Ukraińców, w sile 280 żołnierzy, kolaboracyjna formacja wojskowa działająca po stronie III Rzeszy w 1941 roku, w okresie II wojny światowej. Przez propagandę ukraińską wraz z batalionem „Nachtigall” określany był mianem Drużyn Ukraińskich Nacjonalistów.
Nabór do batalionu przeprowadzono na wiosnę 1941 r. w Austrii. Umundurowanie było wzorowane na mundurach „petlurowców”. 5 lipca dowództwo ze strony ukraińskiej objął mjr Jewhen Pobihuszczy, ze strony niemieckiej Ernst Eikiern (ze sztabu głównego Grupy Armii Południe).
Jednostka, przydzielona do niemieckiej 11 Armii od wiosny do 21 października 1941 roku, uczestniczyła w walkach w rejonie rzeki Prut. 30 czerwca, w dniu ogłoszenia Aktu odnowienia Państwa Ukraińskiego, batalion znajdował się w rejonie Frumosul–Botoszany. Rozkazem ppłk Erwina Stolze został wycofany z linii frontu, skierowany do Frumosul, podporządkowany dowództwu LIV Korpusu i zreorganizowany.
6 lipca batalion został skierowany przez Węgry i Rumunię w kierunku Odessy. Tam pełnił zadania policyjne, takie jak oczyszczanie okolicznych terenów z partyzantki, ochranianie obowiązkowych kontyngentów oraz zakładów przemysłowych.
27 lipca batalion został podzielony na 4 kompanie po 65 żołnierzy. Po aresztowaniu przez Gestapo rządu Jarosława Stećki Roman Szuchewycz wysłał do Oberkommando der Wehrmacht oświadczenie, że w tej sytuacji oddziały „Nachtigall” i „Roland” nie mogą pozostać w składzie armii niemieckiej. 27 sierpnia batalion rozbrojono i wycofano do Saubersdorfu pod Wiedniem. W końcu został odtransportowany do Frankfurtu nad Odrą, gdzie w wyniku reorganizacji połączono go z drugim batalionem ukraińskim „Nachtigall”.
Następnie oba bataliony zostały zlikwidowane, część żołnierzy podjęła funkcje policyjne w Batalionie Policyjnym nr 201, część zdezerterowała wobec zmiany polityki Niemiec w kwestii Ukrainy.